# Cloaca Maxima

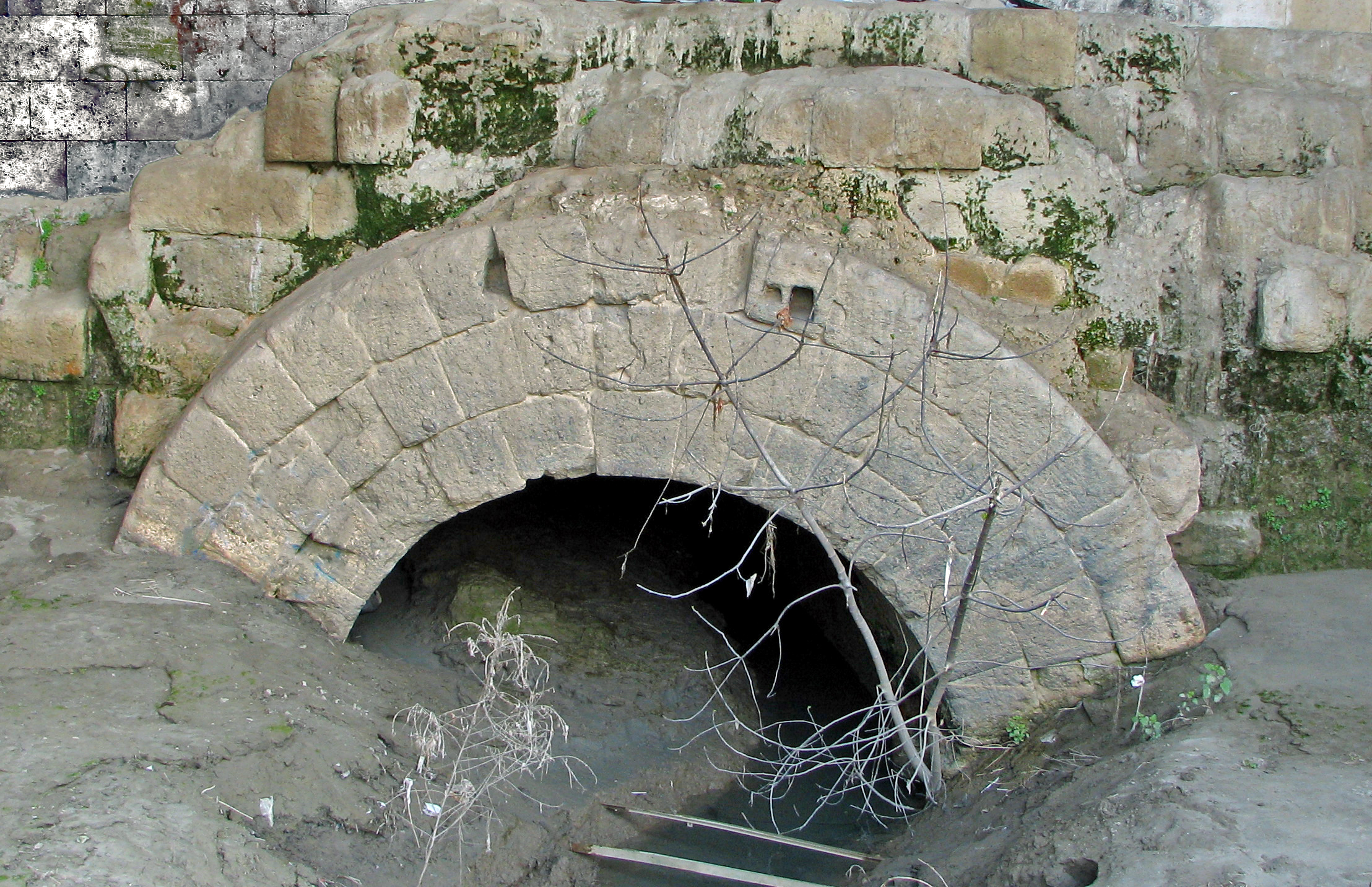
Mündung der Cloaca Maxima in den Tiber

Die Cloaca Maxima (von lat. cloacare ‚verschmutzen‘, ,verunreinigen‘, Cloaca Maxima wörtlich größter Abwasserkanal, daraus abgeleitet auch der deutsche Begriff Kloake) ist Teil eines antiken Kanalsystems in Rom.
Der fünfte König von Rom, Tarquinius Priscus, soll ein umfangreiches Kanalsystem zur Entwässerung der Senke zwischen Palatin und Kapitol, des späteren Forum Romanums, geschaffen haben.

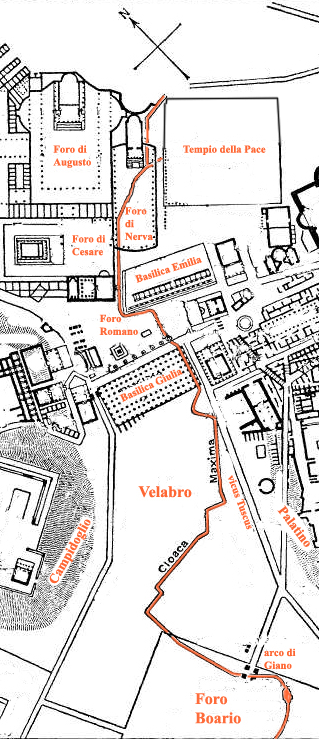
Verlauf der Cloaca Maxima

Der wichtigste dieser Kanäle war die Cloaca Maxima, die damit als Prototyp für antike Kanalisation gilt. Die Trasse dieser Anlage folgt einem ursprünglich natürlichen, später kanalisierten und begradigten Gewässerverlauf namens Velabrum, der am Pons Aemilius in den Tiber mündet. Die Abmessungen der Cloaca Maxima betragen bis zu 3 m Breite und mehr als 4 m Höhe. Der Göttin dieses Flusses, Venus Cloacina, wurde im Forum Romanum das Heiligtum der Venus Cloacina errichtet.
Die elf Aquädukte, die im 1. Jahrhundert n. Chr. Wasser nach Rom lieferten, wurden, nachdem sie vorher viele öffentliche Bäder, wie z. B. die Diokletiansthermen, öffentliche Brunnen, imperiale Paläste und private Häuser mit Wasser versorgt hatten, an das Kanalsystem angeschlossen. Die anhaltende Versorgung mit fließendem Wasser half, Müll wegzuspülen und die Kanalisation vor Verstopfungen zu schützen. Die Ablagerungsschichten, die sich im Laufe der Jahrhunderte in der Cloaca Maxima gebildet hatten, wurden 1829 von dem Archäologen Antonio Nibby abgetragen.